# أنيستون فرناندس
أنيستون فرناندس (بالإنجليزية: Aniston Fernandes)‏ هو لاعب كرة قدم هندي في مركز الوسط، ولد في 4 يوليو 1993. لعب مع نادي ديمبو.

## وصلات خارجية
- أنيستون فرناندس على موقع قاعدة بيانات كرة القدم.إي يو (الإنجليزية)
- أنيستون فرناندس على موقع Soccerway.com (الإنجليزية)